# Lambda Eridani
Lambda Eridani ist ein Stern der Spektralklasse B in einer Entfernung von etwa 650 Lichtjahren. Er ist der Prototyp der Lambda-Eridani-Sterne, welche zu den Eruptiv Veränderlichen Sternen gehören.
Lambda Eridani rotiert mit einer hohen Geschwindigkeit von etwa 325 km/s. Dies ist nahe an der Geschwindigkeit von 440 km/s, die den Stern zerreißen würde. Durch die hohe Rotationsgeschwindigkeit ist der Stern abgeplattet und sein Radius am Äquator übertrifft seinen Radius an den Polen um etwa 25 %.